# Paardenrondgang

animatie van een 'open' paardenrondgang

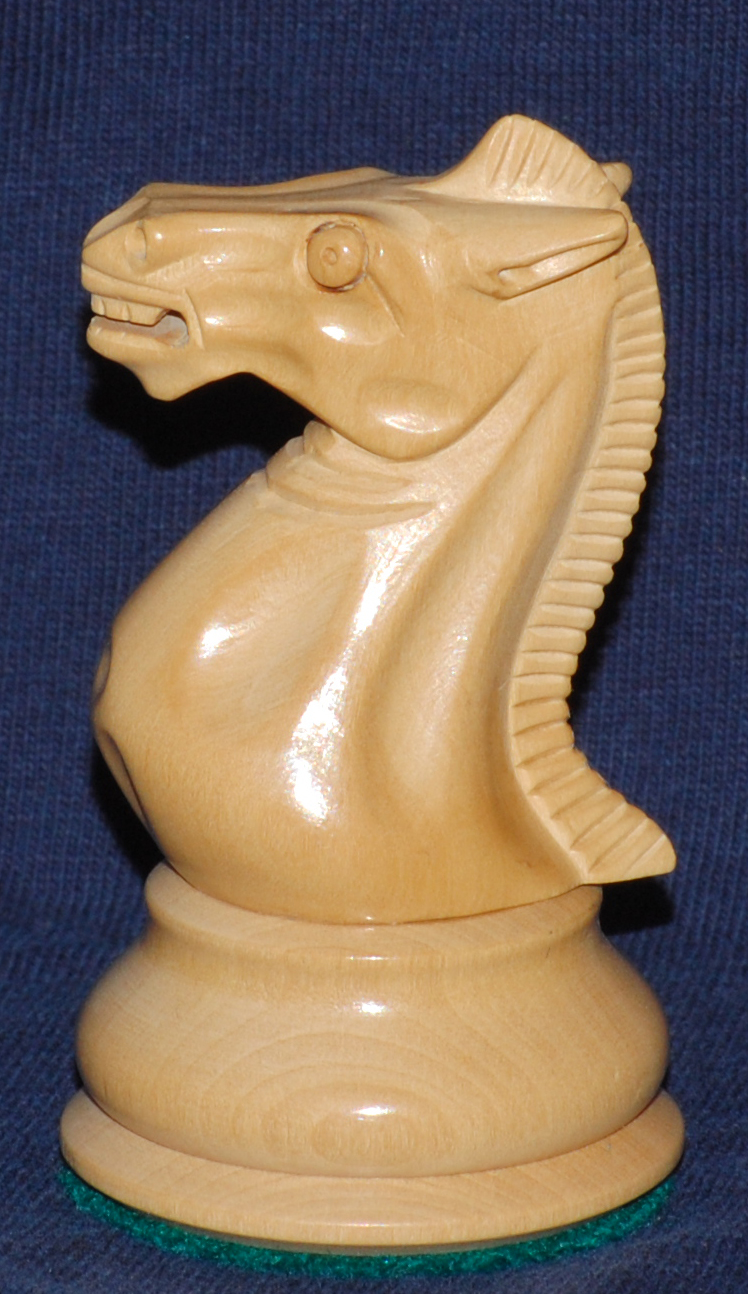
een wit paard

Een paardenrondgang is een route bestaande uit paardensprongen over een (bij voorkeur schaak-) bord, waarbij elk vlak precies eenmaal wordt bezocht. Deze route kan op verschillende manieren beginnen en eindigen:
- beginnen en eindigen op dezelfde plek (ook wel een gesloten rondgang genoemd)
- beginnen en eindigen op twee vlakken direct naast elkaar,
- beginnen en eindigen op twee willekeurige verschillende vlakken.

De oudst bekende vastgelegde paardenrondgang is een oplossing (1733) van de Franse wiskundige Abraham de Moivre. 
Leonhard Euler (Zwitsers wiskundige) bedacht een rondgang die eerst de ene helft van het bord afwerkte om vervolgens de tweede helft op te vullen. Een van de meest briljante oplossingen is eveneens van Leonhard Euler. In deze oplossing presenteert hij een opgevuld schaakbord met een rondgang waarvan de op volgorde genummerde sprongen op het bord ook een (half)magisch vierkant voorstellen met de magische som 260. Halfmagisch omdat de diagonalen niet de som van 260 opleveren, maar daar staat tegenover dat de vier kwadranten van het vierkant ook halfmagisch zijn. Het vermoeden bestaat dat er geen perfect magisch vierkant bestaat dat met de paardenrondgang gevuld kan worden.
| Eulers briljante oplossing: een halfmagisch vierkant | Eulers briljante oplossing: een halfmagisch vierkant | Eulers briljante oplossing: een halfmagisch vierkant | Eulers briljante oplossing: een halfmagisch vierkant | Eulers briljante oplossing: een halfmagisch vierkant | Eulers briljante oplossing: een halfmagisch vierkant | Eulers briljante oplossing: een halfmagisch vierkant | Eulers briljante oplossing: een halfmagisch vierkant | Eulers briljante oplossing: een halfmagisch vierkant | Eulers briljante oplossing: een halfmagisch vierkant |
| ---------------------------------------------------- | ---------------------------------------------------- | ---------------------------------------------------- | ---------------------------------------------------- | ---------------------------------------------------- | ---------------------------------------------------- | ---------------------------------------------------- | ---------------------------------------------------- | ---------------------------------------------------- | ---------------------------------------------------- |
| 8                                                    |                                                      | 01                                                   | 48                                                   | 31                                                   | 50                                                   | 33                                                   | 16                                                   | 63                                                   | 18                                                   |
| 7                                                    | 30                                                   | 51                                                   | 46                                                   | 03                                                   | 62                                                   | 19                                                   | 14                                                   | 35                                                   |                                                      |
| 6                                                    | 47                                                   | 02                                                   | 49                                                   | 32                                                   | 15                                                   | 34                                                   | 17                                                   | 64                                                   |                                                      |
| 5                                                    | 52                                                   | 29                                                   | 04                                                   | 45                                                   | 20                                                   | 61                                                   | 36                                                   | 13                                                   |                                                      |
| 4                                                    | 05                                                   | 44                                                   | 25                                                   | 56                                                   | 09                                                   | 40                                                   | 21                                                   | 60                                                   |                                                      |
| 3                                                    | 28                                                   | 53                                                   | 08                                                   | 41                                                   | 24                                                   | 57                                                   | 12                                                   | 37                                                   |                                                      |
| 2                                                    | 43                                                   | 06                                                   | 55                                                   | 26                                                   | 39                                                   | 10                                                   | 59                                                   | 22                                                   |                                                      |
| 1                                                    | 54                                                   | 27                                                   | 42                                                   | 07                                                   | 58                                                   | 23                                                   | 38                                                   | 11                                                   |                                                      |
|                                                      |                                                      |                                                      |                                                      |                                                      |                                                      |                                                      |                                                      |                                                      |                                                      |
|                                                      |                                                      | a                                                    | b                                                    | c                                                    | d                                                    | e                                                    | f                                                    | g                                                    | h                                                    |

De velden zijn genummerd volgens de paardenrondgang.